# Hyperacanthus mandenensis
Hyperacanthus mandenensis är en måreväxtart som beskrevs av Franck Rakotonasolo och Aaron Paul Davis. Hyperacanthus mandenensis ingår i släktet Hyperacanthus och familjen måreväxter. Inga underarter finns listade i Catalogue of Life.